# 小行星3157
小行星3157（3157 Novikov）是一颗围绕太阳公转的小行星。1973年9月25日，柳德米拉·朱拉夫寥娃在克里米亚发现了此天体。
該小行星以蘇聯飛行員和詩人阿列克謝·伊萬諾維奇·諾維科夫（Alexei Ivanovich Novikov）命名。
这颗小行星的绝对星等为321.46287等。